# سجن (فلم)
سِجْنٌ (بالإنجليزية: Jail) هو فيلم نيجيري صدرَ 2018 من إخراج وإنتاج موريس كي سيساي.

## القصّة
يحكي الفيلم قصّة رجلٍ سُجن بتهمة ارتكابِ جريمةٍ هو لم يرتكبها قط، بينما يفرُّ مرتكب الجريمة الحقيقي وأصدقاؤه من قبضة الشرطة وهو ما يدفعُ المتهم المظلوم لبدء تحقيقٍ بنفسه وذلك لإثبات براءته من جهةٍ والإمساك بالمجرم الحقيقي من جهة ثانيّة.

## طاقم التمثيل
| - بيمبو أكينتولا - سالامي روتيمي - تشيلي إيزي | - رونك أوديسايانا - آلويل أديمولا - موريس سيساي |